# Dům Minetti
Dům Minetti je měšťanský dům na náměstí Krále Jiřího z Poděbrad v Chebu. Původně byl dům součástí rodového sídla rodu Junckerů. Roku 1678 jej koupil Ital Franz Minetti a v roce 1715 jej radikálně přestavěl. V domě, jakožto součásti Junckerovského komplexu, pobýval český král Jiří z Poděbrad.
V domě se nacházely dřevěné vyřezané stropy, většina z nich ovšem shořela roku 1604 a poslední zbytky stropů zmizely pro rekonstrukci roku 1715.